# Thembinkosi Lorch
Thembinkosi Lorch (Ficksburg, Sudáfrica, 22 de julio de 1993) es un futbolista de Sudáfrica que juega en la posición de mediapunta y que actualmente milita en el Mamelodi Sundowns de la Premier Soccer League.

## Carrera

### Club
| Periodo   | Club                           |
| --------- | ------------------------------ |
| 2013-2015 | Maluti FET College FC          |
| 2015–2024 | Orlando Pirates                |
| 2015–2016 | → Cape Town All Stars (cedido) |
| 2016–2017 | → Chippa United (cedido)       |
| 2024–     | Mamelodi Sundowns              |

### Selección nacional
Debutó con Sudáfrica el 18 de junio de 2016 en el empate 1-1 ante Lesoto en la Copa COSAFA 2016 donde Sudáfrica fue el campeón. Su primer gol internacional lo anotó el 6 de julio de 2019 en la victoria por 1-0 sobre Egipto por la Copa Africana de Naciones 2019.

## Vida personal
DJ Maphorisa y Kabza De Small's compusieron el tema de 2019 titulado Lorch, inspirado en su nombre en relación con el protagonismo que tenía con su entonces equipo Orlando Pirates.
El 7 de septiembre de 2020 Lorch fue arrestado por golpear deliberadamente a su entonces novia Nokuphiwa Mathithibala. En la delegación policial se dijo que Lorch la ahorcó por una discusión. En enero de 2021 el casó se archivó por falta de evidencia.
Lorch estuvo de novio con la actriz Natasha Thahane de junio a septiembre de 2021, con quien se dice comparten un hijo.

## Logros

### Club
- Premier Soccer League: 2023-24
- Carling Black Label Cup: 2019
- MTN 8: 2020, 2022, 2023
- Nedbank Cup: 2023

### Selección nacional
- Copa COSAFA: 2016

### Individual
- Futbolista del año de la Premier Soccer League en 2019
- Jugador de la temporada de la Premier Soccer League por los jugadores en 2019